# Eucereon varia
Eucereon varia là một loài bướm đêm thuộc phân họ Arctiinae, họ Erebidae.